# Društvo arhitekata Zagreba
Društvo arhitekata Zagreba (DAZ) strukovna je organizacija u Zagrebu. 
Ciljevi Društva su razvijanje i afirmiranje hrvatske arhitekture i urbanizma, kulture prostora i zaštite čovjekova okoliša. Baštinik je Kluba inžinirah i arhitektah u Zagrebu osnovanog 2. ožujka 1878., u Ilici 6 u Zagrebu, s tada upisanih 83 člana, od kojih je 35 bilo iz Zagreba, a 48 s područja uže Hrvatske i Slavonije. Pod današnjim imenom djeluje od 1956. Od 1960. društvo djeluje unutar Saveza arhitekata Hrvatske (SAH), a od 1993. član je Udruženja hrvatskih arhitekata (UHA).
Društvo ima preko 1000 aktivnih članova, arhitekata, urbanista, inženjera krajobrazne arhitekture i dizajnera interijera. Organizira i provodi natječaje iz područja arhitekture i urbanizma, stručni i obrazovni program te sudjeluje u pripremama prijedloga zakona i propisa koji utječu na sudbinu arhitektonskog stvaralaštva.
U svojoj 50 godišnjoj tradiciji Klub Društva okuplja arhitekte i širu publiku kroz razne programe prezentacija, predavanja, izložbi koje godišnje poprati više od 8000 sudionika.

## Dani zagrebačke arhitekture
Dani zagrebačke arhitekture godišnja  su manifestacija  koju Društvo arhitekata Zagreba organizira od 2011. godine.  Program sačinjavaju predavanja, prezentacije te obilasci istaknutih arhitektonskih ostvarenja sa stručnim vodičima i autorima. Svrha programa je popularizacija arhitekture i educiranje stručne i šire javnosti o arhitektonsko urbanističkim ostvarenjima u gradu Zagrebu.

### 1. Dani zagrebačke arhitekture 2011.
“Najznačajnija ostvarenja zagrebačke arhitekture”
Povod organizaciji je bio izlazak iz tiska dugoočekivanog Arhitektonskog vodiča Zagreba, Aleksandra Lasla.Tri dana stručnih predavanja te obilazak odabranih objekata iz vodiča uz stručno vodstvo privukla su dvjestotinjak sudionika iz cijele regije.

### 2. Dani zagrebačke arhitekture 2012.
„Stambena arhitektura 21. stoljeća u Zagrebu“
U tjedan dana programa pokušali smo pronaći odgovore na neka od pitanja kao što su: Kakvi su standardi izgradnje stanova? Kakve se danas tipologije stanova najčešće susreću? Zadnji dan programa uz  profesionalne vodiče i autore projekata  sudionici su imali priliku vidjeti i razgledati različite tipologije stanova izgrađenih u zadnjih 12 godina u gradu Zagrebu.

### 3. Dani zagrebačke arhitekture 2013.
"135 godina zagrebačke arhitekture u Europi"
U petodnevnom kolažu predavanja i prezentacija osvrnuli smo se na značajne trenutke u razvoju grada od početka njegove intenzivne urbanizacije, od industrijalizacije grada, prvih hotela, stvaranja novog ishodišta grada prelaskom željezničke pruge na današnjoj Vukovarskoj, prelaska preko Save i izgradnje novozagrebačkih naselja do suvremenih fenomena poput izgradnje 'Cityja' u Radničkog cesti. Ujedno smo obilježili i 135. godina rada Društva arhitekata Zagreba, te su na središnjoj svečanosti dodijeljena počasna članstva zaslužnim osobama i arhitektima. Kao poseban prilog Sekcija mladih DAZ-a pripremila je i mali džepni vodič arhitekture Zagreba na hrvatskom jeziku. Prvi Dani okupili su dvjestotinjak sudionika, drugi preko osam stotina zainteresiranih, a treći i četvrti približno tisuću posjetitelja. 

### 4. Dani zagrebačke arhitekture 2014.
“Potencijal krize - poslovna arhitektura”
Problem poslovne arhitekture promatran je kroz tri različitih gledišta van same discipline arhitekture: ekonomsko-tržišnog; tehnološkog i organizacijskog; te antropološkog i sociološkog, a potencijal krize pokušali smo promatrati kao pokretač nekih novih odnosa i procesa u društvu s kojima, pod uvjetom da ih razumije i anticipira, arhitektura može dobiti novi zamah i polet. Međutim da bi se problem sagledao drugačije, nužno je promijeniti kut gledanja. Nakon redovnog programa uslijedila je svečana promocija počasnih članova Društva arhitekata Zagreba koji su svojim radom zadužili arhitektonsku struku i Društvo. Zadnji dan programa uslijedio je stručni obilazak u skladu s temom Potencijal krize – Poslovna arhitektura, a obilazili smo recentne primjere ovog područja.  

### 5. Dani zagrebačke arhitekture 2015.
“Zagreb - grad društvenog standarda”
Zgrade društvenog standarda, kako im sam naziv kaže, značajno doprinose generiranju društvene komponente našega grada. Zgrade jaslica i vrtića, osnovnih škola, srednjih škola i gimnazija, te fakulteta su sklopovi u kojima se odvija odgoj i obrazovanje najmlađe populacije. Namijenjene su odgoju i obrazovanju malene djece, obrazovanju djece i mladih, te visokoškolskom i poslijediplomskom obrazovanju već punoljetnih osoba. Uz odgoj, odnosno obrazovanje takvi sklopovi često udomljuju i sportske sadržaje, prostore više namjena koji omogućuju održavanje priredba i predstava, izložbi, knjižnice i razne druge sadržaje, te na taj način značajno doprinose generiranju društvenosti, kako u urbanim tako i u rubnim, perifernim zonama. Nakon dva dana predavanja usljedio je već tradicionalni stručni obilazak u sklopu Dana zagrebačke arhitekture. Autori nekih uspješnih recentnih realizacija zgrada javne i društvene namjene proveli su goste kroz: Muzičku akademiju, Osnovnu školu i vrtić na Vrbanima te Francuski paviljon, te odgojno-obrazovni sklop na Kajzerici.

## Artur
ARTUR je program koji je iniciralo Društvo arhitekata Zagreba i pokrenulo u suradnji s Institutom za turizam i Hrvatskim savjetom za zelenu gradnju čiji su dugoročni ciljevi usmjereni na prevladavanje postojećih nedostataka i problema veznih za prostor i turizam. Artur otvara niz pitanja vezanih za strategije turističkog razvoja i arhitekture u turističkom području u cjelini s ciljem poticanja održivog i cjelogodišnjeg turizma i razvijanja ruralnog prostora. Program Artur želi uključiti sve dionike u procesu turističkog razvoja i arhitekture i kulturne i prirodne resurse u regiji u svoj program za daljni turistički razvoj Hrvatske.

### ARTUR 2014“Turistički prostor: Grad i regija”
Tema koja se bavila propitivanjem i istraživanjem odnosa turističkih gradova i njihovih regija. Temeljna pretpostavka u oblikovanju ove teme bila je važnost razvoja turizma i kulturne ponude u gradovima kao nositeljima razvoja cjelogodišnjeg turizma. Odnosi gradova i regija detaljnije su razrađivani na primjerima Dubrovnika, Zadra i Pule gdje su u različitim slučajevima turistički potencijali gradova veći ili manji u odnosu na njihove regije. Na konferenciji u Zagrebu 28. ožujka 2014. dodijeljene su nagrade ARTUR kojima se žele istaknuti najbolji primjeri u oblikovanju i razvoju turističkog prostora, te promovirati najbolje prakse u korištenju arhitekture i kvalitetno oblikovanog prostora u svrhu razvoja hrvatskog turizma. 

### ARTUR 2015“Prostor i turistički potencijali kontinentalne Hrvatske”
Tema posvećena razvoju turizma u kontinentalnoj Hrvatskoj. S obzirom na potpuno različita okruženja u kojima se odvijaju turističke aktivnosti, kroz novi ciklus programa ARTUR nastojat ćemo istražiti sve načine i tipove turizma te njihove potencijale koji se stvaraju, naravno bazirano na principu održivosti te savjesnog i pametnog planiranja prostora i okoliša kao osnove turizma. Program je realiziran u suradnji s lokalnim Društvima arhitekata, Institutom za turizam i Hrvatskim savjetom za zelenu gradnju. U Zagrebu u lipnju 2015., na završnoj svečanosti iznijeti su zaključci ciklusa, te je održana svečana dodjela Nagrada za najbolje prakse i projekte u arhitekturi i turizmu. 

## Akupunktura grada
Akupunktura grada/ City Acupuncture je prvi projekt Društva arhitekata Zagreba koji je dobio podršku iz Europskog fonda Kultura 2007-2013. Cilj Akupunkture grada bio je kroz niz malih i preciznih intervencija u gradskim četvrtima poboljšati kvalitetu urbanog života, povećati socijalnu koheziju lokalne zajednice i ojačati identitet četvrti i njihovu vidljivost u gradu. Kao koordinatori projekta DAZ djeluje u suradnji s partnerima: Public Room Sarajevo, Public Room Skopje, Kulturni front iz Beograda, pridruženi partner Društvo arhitekata Splita. Projekt se provodio kroz dvije godine (od lipnja 2012. do svibnja 2014.) u pet gradova partnera. Na samom završetku projekta Društvo arhitekata Zagreba organiziralo je regionalnu konferenciju - Forum Akupunkture grada s temom “Nove prakse za urbani (re)dizajn” – zamišljenu kao platformu za upoznavanje i razmjenu iskustava novih kulturnih, socijalnih i političkih urbanih praksi, s naglaskom na participativne metode promišljanja i razvoja zajedničkih, odnosno javnih prostora i neposredne okoline. Forum je uključivao prezentacije i propitivanja različitih metodologija koje se sustavno koriste u brojnim gradovima na regionalnoj i europskoj razini, a postale su provjereni i snažni instrumenti u poboljšanju kvalitete urbanog života i povećanju socijalne kohezije.

Program je rezultirao sa 67 prijedloga urbanih intervencija u odabranim četvrtima gradova sudionika, od kojih je u 24 mjeseca trajanja projekta realizirano njih 19 u pet gradova, te publikacijom koja pored svih rezultata Akupunkture grada sadrži i pregled približno 300 najzanimljivijih malih intervencija u javnim prostorima raznih gradova Europe i svijeta. Na projektu je sudjelovalo 256 sudionika iz 10 zemalja, a na radionicama i intervencijama je sudjelovalo 16 različitih struka. Ovo je ujedno i prvi završeni projekt Društva koji je financiran sredstvima europskih fondova ukupne vrijednosti 235.000 EUR-a.
Realizirane intervencije:
Skopje: Stepalki, Trotoar i Vertical Garden
Beograd: Art in Public Spaces, Ghost People of Savamala, Pedestrian Crossing i Pirotski Ćilim
Zagreb: Dynamo I Love, In Out, On The Way, Pimp My Štanga, Stop By, The Cube i Would You Like a Square
Sarajevo: Avlija
Split: Diss The Piss, Smoje's Theatre, Spritzer at Luka’s i Take A Break

## Zagreb za mene
Društvo arhitekata Zagreba u suradnji s Arhitektonskim fakultetom Sveučilišta u Zagrebu i Gradom Zagrebom pokrenulo je projekt urbane revitalizacije javnih prostora u gradu Zagrebu kroz provedbu 17 zahvata i intervencija u javnim prostorima na području cijeloga grada. Intervencije bi bile manjeg do srednjeg obuhvata investicijske vrijednosti do 20 milijuna kn. Ovakav distribuirani pristup imat će za učinak poboljšanje cjelokupne slike grada, te unaprijeđenje kvaliteta urbanog života građana kroz segmente stanovanja, rekreacije, odmora i društvene kohezije. Dinamika provedbe projekta  proteže se kroz 2015. i 2016. godinu. Osim pripreme i uređenja grada, ove će intervencije doprinijeti stvaranju pozitivnog odnosa građana prema javnom prostoru, te stvaranju pozitivnog ozračja i optimizma u gradu. U dijelu intervencija koristit će se i metoda Akupunkture grada koja će osigurati aktivno sudjelovanje građana, te građanskih udruga i inicijativa u ovome projektu.
Arhitektonski fakultet priprema prijedlog većeg broja lokacija koje u ovakvom široko postavljenom projektu ima smisla povezati i uključiti u projekt. Odabir lokacija i intenziteta zahvata provest će se u suradnji s Uredom za prostorno uređenje, s Uredom za strategijsko planiranje, te s Uredom Gradonačelnika. U projekt će sa strane Fakulteta biti uključeni pored profesora, mentora i voditelja katedri, mladi stručnjaci i studenti te voditelji i suradnici DAZ-ovog programa Akupunkture grada. Arhitektonski fakultet i DAZ su pri tome nositelji najviših stručnih standarda u promišljanju i pripremi lokacija i prostornih intervencija, dok Akupunktura grada ima za cilj uključivanje što većeg broja građana u ovaj proces te osiguranja prihvaćenosti i provodljivosti ovog široko-obuhvatnog projekta u javnosti.
Po izboru lokacija i utvrđivanju obuhvata i proračuna, Arhitektonski fakultet će provest pripremu studije i cjelokupnog stručnog programa projekta, te će za sve pojedine lokacije izraditi natječajne programe i podloge. Za veći dio odabranih lokacija provest će se i Akupunktura grada, koja će osigurati participativnost građana u odlučivanju i iskazivanju stvarnih potreba te će na taj način dati doprinos kvalitetnoj pripremi programa i podloga za te lokacije.

## Think Space
Think Space je ciklus konceptualnih arhitektonskih natječaja, te platforma za prostorno eksperimentiranje i razmjenu ideja unutar mreže kreativnih mislilaca koja seže preko kulturnih, geografskih i institucijskih granica. Nastoji potaknuti dijalog između svjetski poznatih i priznatih autora te velikog ima stručnjaka i studenata arhitekture, dizajna, krajobrazne arhitekture, humanističkih znanosti i umjetnosti iz cijeloga svijeta kroz formu natječaja i oko zadane godišnje teme. Specifičnost je ovog programa da se u potpunosti provodi putem Interneta. Tako se cijela međunarodna promocija programa, prijava sudionika, plaćanje kotizacije za sudjelovanje na natječaju, predaja radova, postupak ocjenjivanja radova te objava rezultata odvijaju u virtualnom svijetu. Ideja i cjelokupna organizacija i provedba ovog programa začeta je i razvijena u Društvu arhitekata Zagreba – DAZ-u. DAZ je na taj način ponudio novi kulturni proizvod Zagreba i Hrvatske – međunarodne konceptualne arhitektonske natječaje. Ukupan broj autora, mladih arhitekata, koji su sudjelovali u arhitektonskim natječajima je 654 iz 75 svjetskih zemalja, te 63 autora stručnih članaka iz 12 različitih zemalja.

### Think Space 2011BORDERS
Gošća kustosica u prvom ciklusu Eva Franch Gilabert, direktorica Storefront for Art and Architecture iz New Yorka, pripremila je glavnu godišnju temu Granice – Borders. Tema Granica provlači se kroz četiri različita scenarija - geopolitički, ekološki, urbani i moralni - u cilju uspostavljanja sveobuhvatnog polja propitivanja prostornih izazova suvremenog društva. Istodobno omogućujući različite stupnjeve istraživanja, ovaj ciklus natječaja ulazi duboko u konceptualni prostor stvaranja promjena - u područje granica. Četiri natječaja koja istražuju temu granica nastoje proizvesti katalog uvjeta suvremenog života u društvenim, političkim i kulturnim sferama, te katalog arhitektonskih rješenja za iste. Natječaji i međunarodni žiratori koji su oblikovali natječajne programske zadatke za natjecatelje su: Urbane granice (Shohei Shigematsu) Geopolotičke granice (Teddy Cruz), Ekološke granice (François Roche) i Moralne granice (Hrvoje Njirić).

### Think Space 2012PAST FORWARD
Think Space program 2012 je drugi ciklus arhitektonskih konceptulanih on-line natječaja s temom PAST FORWARD. Gost kurator je Adrian Lahoud, libanonski arhitekt, urbanist i znanstveni istraživač koji je u ciklusu Think Space 2011 sudjelovao s nagrađenim radom Mediterranean Union u sklopu natječaja Geopolitičkih granica. Tema “PAST FORWARD“ poziva na ponovni pogled na zadnja tri desetljeća arhitektonske discipline, kroz prizmu značajnih društvenih, političkih i ekoloških promjena koje su preobrazile načine na koje razumijemo, proizvodimo i mislimo arhitekturu, ponavljajući četiri svjetska natječaja koja su radikalno transformirala arhitektonsku kulturu. Spomenuti natječaji iznjedrili su se, pod posebnim uvjetima zauzimajući kritičku poziciju prema prevladavajućim tendencijama svoga vremena. Iako različitih ambicija, ovi projekti i dalje odjekuju suvremenom arhitektonskom scenom bilo kroz ideju uvođenja nestabilne tektonike, višeslojnog programskog preklapanja, urbaniziranog načina organizacije ili nove genealogije forme. Natječaji i međunarodni žiratori koji su oblikovali natječajne programske zadatke za natjecatelje su: The Peak Leisure Club (Zaha Hadid i Patrik Schumacher), Yokohama Port Terminal (Alejandro Zaera-Polo) i Blur Building (Charles Renfro & Ricardo Scofidio).

### Think Space 2013MONEY
Treći ciklus bavi se sveprisutnom temom novca, te propituje njegove utjecaje na oblikovanje teritorija, kulturu i društvo i okoliš. Predstavlja progresivne ideje na sjecištu arhitekture, sociologije, ekonomije i programiranja, koje istovremeno radikalno propituju prostorne, socijalne i urbanističke odnose zasnovane na kapitalizmu. Natječaji i međunarodni žiratori koji su oblikovali natječajne programske zadatke za natjecatelje su: Territories (David A. Garcia), Culture & Society (Pedro Gadanho) i Environment (Keller Easterling).

## Vanjske poveznice i izvor
- Službena stranica
- Klub inžinira i arhitekta u Zagrebu Hrvatska tehnička enciklopedija, portal hrvatske tehničke baštine. LZMK